# Rossano Veneto
Rossano Veneto (Rosàn /ro'saŋ/ in veneto) è un comune italiano di 8 272 abitanti della provincia di Vicenza in Veneto.

## Geografia fisica
Il paese è situato all'intersezione tra le province di Vicenza, Padova e Treviso.

## Storia
Rossano Veneto ha certamente origini romane (con fundus Roxianus si indicavano i possedimenti di un certo Roxius), ma notizie più precise si hanno solo dalla metà dell'XI secolo, quando, secondo lo storico Brentari, la nobildonna Ermiza e suo figlio Forzura vi fondarono un castello. Il fortilizio si trovava in corrispondenza dell'attuale parrocchiale, attorno alla quale sussistono i fossati che lo difendevano.

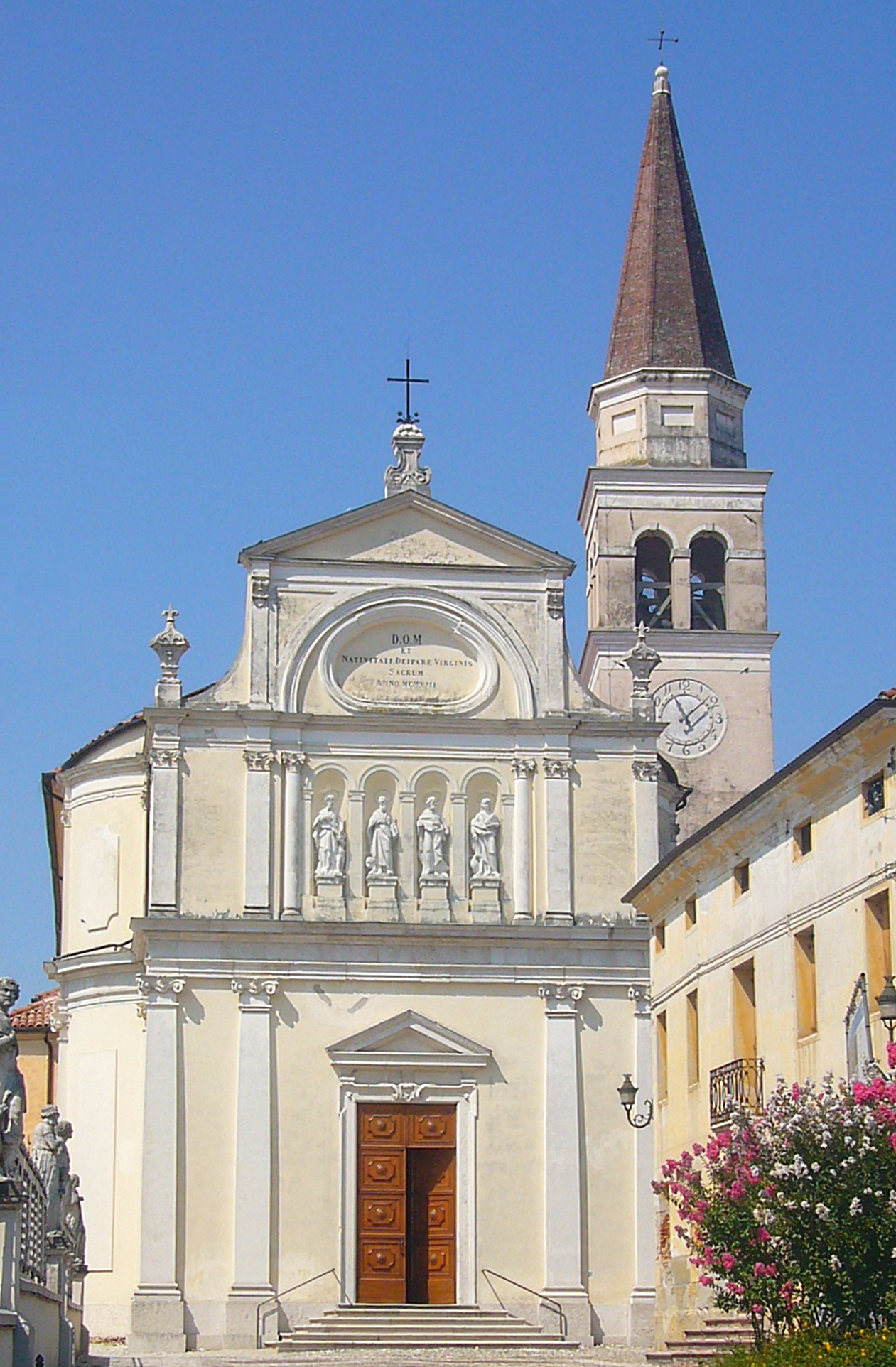
La chiesa parrocchiale

Da Ermiza discese la famiglia che venne in seguito detta da Rossano e che diede alcune personalità di rilievo al Comune di Treviso.
Per tutto il medioevo Rossano seguì le sorti di Bassano. Fu come questa legata ai da Romano e nel 1175 entrò nell'orbita del Comune di Vicenza, per poi passare, poco dopo, a Padova.
Dopo la caduta di Ezzelino III, Bassano si rese Comune indipendente e anche Rossano assunse una certa autonomia. Di questo periodo abbiamo notizia di alcune liti fra le due comunità.
All'inizio del Quattrocento il Bassanese, e così Rossano, passò sotto il dominio della serenissima. Venezia portò pace e una certa prosperità; nel territorio vennero scavati canali che, alimentati dalle acque del Brenta, azionavano mulini, cartiere, segherie e magli.
Nel 1797 Venezia si arrese a Napoleone. Gli anni successivi videro una situazione incerta e assai instabile dal punto di vista politico e proprio a Rossano si stanziarono truppe francesi in lotta con gli Austriaci. Caduto Napoleone nel 1815, il paese divenne parte del regno lombardo-veneto, per poi passare, nel 1866, al Regno italiano.
Dal 26 marzo 1918 vi aveva sede il Comando del VI Gruppo (poi 6º Gruppo caccia) che resta fino al 1º agosto 1919.
A partire dalla seconda metà degli anni ‘60, Rossano Veneto abbandona rapidamente la sua larga vocazione agricola, inserendosi nelle dinamiche di sviluppo industriale del Nordest. Sorge così, nonostante le ridotte dimensioni amministrative e demografiche, un fiorente distretto industriale che negli anni ‘90 arriva a contare 900 imprese.

### Simboli
Riconosciuto con decreto del capo del governo del 14 aprile 1927, lo stemma comunale viene descritto: 
Il gonfalone municipale, concesso con regio decreto del 27 febbraio 1927, è costituito da un drappo di azzurro.

## Monumenti e luoghi d'interesse
- Villa Caffo Navarrini
- Parco Sebellin
- Palazzo Sebellin
- Chiesa della Natività della Beata Vergine Maria

## Società

### Evoluzione demografica
Abitanti censiti

## Economia

### Agricoltura
I principali prodotti dell'agricoltura sono i cereali, l'uva e quelli derivati dagli allevamenti del bestiame.

### Industria
La più antica fabbrica del paese è la cartiera Favini, fondata nel 1736.
Nel 1971 viene fondata a Rossano Veneto la OZ Spa, produttore di cerchi in lega leggera per automobili e motocicli.
Fra le industrie del comune Wilier Triestina, F.lli Dissegna, Fiorese Bernardino Spa, Fiorese Lubriservice Srl, 
Officine Bragagnolo, Lando, Stragliotto, Imarc, Selle San Marco, Alpes Manifattura Filati, I.R.M.A.costruzione veicoli industriali, Frigoveneta srl, Techfrost.

## Amministrazione
| Periodo        | Periodo   | Primo cittadino | Partito                                                        | Carica  | Note |
| -------------- | --------- | --------------- | -------------------------------------------------------------- | ------- | ---- |
| 15 maggio 2023 | in carica | Marco Zonta     | lista civica Rossano 2023-2028 Zonta Sindaco Per La Continuità | Sindaco |      |

### Altre informazioni amministrative
La denominazione del comune fino al 1867 era Rossano.

## Sport
- Il 18 maggio 2005 la 10ª tappa del Giro d'Italia 2005 si è conclusa a Rossano Veneto con la vittoria dell'australiano Robbie McEwen.
- L'U.S. Rossano 2004 ha militato tra prima, seconda e terza categoria fino al fallimento nel 2015. Nel 2019 viene rifondata la squadra di calcio del paese con il nome di A.S.D. Roxius.
- Sport molto diffuso è l'atletica leggera, grazie all'associazione N.E.VI.(con campioni d'Italia Trevisan Elisa, Baggio Claudia, Marcon Alessandro, Baggio Mauro, Guidolin Lisa)
- Altro sport molto diffuso è la pallavolo, il quale porta sempre molte soddisfazioni con la Serie C e i diversi Under 12, 13, 14, 16, 18.
- Da segnalare anche il calcio a 5 con due squadre, Sporting Rossano 04 e TiBi, fuse nel 2015 nello United Futsal Rossano, militante in serie C1.
- Ulteriore sport molto diffuso è il ciclismo, con il campione del mondo U23 Samuele Battistella.